# Українська євангельська церква Ауґзбурзького сповідання

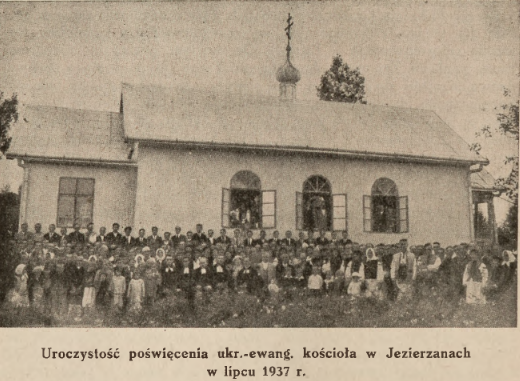
Відкриття лютеранської кірхи в Єжежанах, 1937 р.

Українська євангельська церква Ауґзбурзького сповідання (нім. Ukrainische Evangelische Kirche Augsburgischen Bekenntnisses; пол. Ukraiński Kośćioł Ewangelicki Augsburgskiego Wyznania) — це українська лютеранська церква, що постала 1925 року в Станиславові (Галичина) під правною опікою німецької Євангельської церкви ауґзбурзького сповідання.
На сьогодні правонаступницею себе вважають дві сучасні лютеранські церкви на території України, серед яких Українська лютеранська церква та Німецька євангелічно-лютеранська церква України. 

## Структура
Церква мала громади на Галичині та Волині, які налічували від 10 000 до 20 000 членів, це близько 20 громад з 16 провідниками до ліквідації церкви більшовиками й подальшим терором.
Керівним органом став Собор української церкви. Церква не мала ні єпископа, ні іншого керівника. 

## Літургія
Українська євангельська церква Ауґзбурзького сповідання використовувала у своїх богослужіннях перероблений варіант візантійської православної літургії щонайпізніше з 1933 року. Таким чином, це була перша лютеранська церква з візантійським обрядом. 

## Історія
Після 1920 року в Другій Речі Посполитій існували лютеранські церкви для німецького та польського населення, але не для українців.
У 1925 році було створено Собор української церкви. У 1926 році з цього собору постала Українська церква Ауґзбурзького сповідання. Власні церкви й молитовні будинки були побудовані в Єзеранах, Плахичах, Крехівці, Єзуполі, Ганусовці та ін. Найвизначнішим представником був пастор Теодор Ярчук у Станіславові, який опублікував низку праць з питань лютеранського віровчення, переклав українською мовою Ауґзбурзьке сповідання та Малий катехізис Мартіна Лютера, а в 1933 році розробив літургію за візантійським обрядом для Лютеранської церкви українською мовою. Він також видавав три лютеранські періодичні видання.
Об'єднання Української євангельської церкви Аугсбурзького віросповідання з реформатськими громадами не відбулося.
У 1939 році, після окупації Галичини Радянським Союзом, церкву було ліквідовано. Пастори були заарештовані, деякі з них померли у в'язниці.